# Manuel Santana
Manuel Santana Martínez, detto Manolo (Madrid, 10 maggio 1938 – Marbella, 11 dicembre 2021), è stato un tennista spagnolo.
Ha calcato i campi da tennis negli anni sessanta e settanta, diventando numero uno del mondo (1965-1966) e vincendo quattro tornei del Grande Slam in singolare e uno in doppio, primo tennista spagnolo nella storia a vincere il Torneo di Wimbledon.
Ha vinto la medaglia d'oro in singolare e la medaglia d'argento nel doppio maschile alle Olimpiadi di Città del Messico ma senza risultare nel medagliere ufficiale, in quanto il torneo era solo dimostrativo.
Nel 1984 è stato inserito nell'International Tennis Hall of Fame. Fino al 2018 ha gestito l'organizzazione del Masters 1000 di Madrid.

## Biografia
Nato a Madrid il 10 maggio 1938 da una famiglia umile, lavorò come raccattapalle nel Club de Tenis Velázquez e iniziò a giocare a tennis. Il padre morì nel 1954 e poco dopo Santana si affidò alle cure del coach Romero Giron, che oltre a dargli lezioni di tennis gli fece fare pesistica e gli fece riprendere gli studi che aveva abbandonato cinque anni prima. Vinse i campionati spagnoli juniores nel 1955 e 1956 e rimase sotto il rigido controllo di Giron, che gli permise di cominciare a viaggiare da solo all'estero nel 1959. Si sposò quattro volte ed ebbe in totale cinque figli.

## Carriera
Il suo primo successo importante da professionista fu nel campionato spagnolo del 1958. In carriera vinse 72 tornei, tra dilettanteschi e Open, rimanendo tra i primi dieci giocatori al mondo tra il 1961 e il 1967. Nel 1966 divenne numero uno al mondo.
Come singolarista vinse quattro tornei del Grande Slam: due Roland Garros, nel 1961 e 1964, in entrambi i casi battendo in finale Nicola Pietrangeli, uno US Open a Forest Hills nel 1965 e un Wimbledon nel 1966, a dodici anni di distanza dall'ultimo successo di un tennista europeo sull'erba di Londra. Non partecipò mai all'Open d'Australia. Come doppista vinse il Roland Garros nel 1963, giocando in coppia con l'australiano Roy Emerson.
Nonostante le molte offerte ricevute, Santana rifiutò di passare al professionismo anche grazie al supporto ricevuto dal dirigente Juan Antonio Samaranch, che gli garantì aiuti finanziari in cambio del suo contributo in Coppa Davis e nel diffondere la pratica del tennis in Spagna.
In Coppa Davis partecipò a due finali, nel 1965 e 1967, entrambe perse per 4-1 sull'erba australiana. Va considerato che in quegli anni la squadra che aveva vinto la coppa l'anno precedente veniva ammessa di diritto alla finale e difendeva il titolo in casa propria. Nel 1968 vinse la medaglia d'oro in singolare e quella d'argento in doppio ai giochi olimpici di Città del Messico, che non furono conteggiate nel medagliere perché il tennis era presente solo come sport dimostrativo.
Continuò a vincere anche nell'era Open, iniziata nel 1968, e il suo ultimo grande successo fu la finale vinta per 6-4, 6-3, 6-4 contro Rod Laver al Barcelona Open 1970. Quell'anno annunciò il ritiro dalla squadra di Coppa Davis, ma rientrò nel 1973 per giocare il suo ultimo incontro nella manifestazione, e chiuse l'esperienza con un record di 92 vittorie (69 in singolare e 23 in doppio) su 120 incontri disputati. Negli ultimi anni fece solo alcune apparizioni nei tornei del circuito maggiore e non riuscì più a superare i quarti di finale, ma rimase in attività fino agli anni ottanta.

## Dopo il ritiro
Dopo il ritiro Santana continuò a giocare nel circuito senior e a organizzare tornei professionistici. Dal 1980 al 1985 a dal 1995 al 1999 fu capitano della squadra spagnola di Coppa Davis e fu direttore del Madrid Masters dalla sua prima edizione del 2002 fino al 2018. Ammesso alla International Tennis Hall of Fame nel 1984, fu inoltre manager del Manolo Santana Racquets Club di Marbella e dello Sport Center Manolo Santana a Madrid. Gli è stato intitolato il campo centrale della Caja Mágica, l'impianto dove si svolge il Madrid Masters.
È morto l'11 dicembre 2021, nella sua residenza di Marbella, all'età di 83 anni.

## Statistiche

### Tornei del Grande Slam

#### Vittorie in singolare
| Anno | Torneo            | Superficie  | Avversario in finale | Risultato               |
| 1961 | Roland Garros     | Terra rossa | Nicola Pietrangeli   | 4–6, 6–1, 3–6, 6–0, 6–2 |
| 1964 | Roland Garros (2) | Terra rossa | Nicola Pietrangeli   | 6–3, 6–1, 4–6, 7–5      |
| 1965 | US Open           | Erba        | Cliff Drysdale       | 6–2, 7–9, 7–5, 6–1      |
| 1966 | Wimbledon         | Erba        | Dennis Ralston       | 6–4, 11–9, 6–4          |

#### Vittorie in doppio
| Anno | Torneo        | Superficie  | Compagno    | Avversari in finale     | Risultato     |
| 1963 | Roland Garros | Terra rossa | Roy Emerson | Gordon Forbes Abe Segal | 6–2, 6–4, 6–4 |